# Підводні човни проєкту 627, 627А «Кит»
| Підводні човни проєкту 627, 627А «Кит» | Підводні човни проєкту 627, 627А «Кит»                                               | Підводні човни проєкту 627, 627А «Кит»                                               |
| -------------------------------------- | ------------------------------------------------------------------------------------ | ------------------------------------------------------------------------------------ |
|                                        |                                                                                      |                                                                                      |
|                                        |                                                                                      |                                                                                      |
|                                        |                                                                                      |                                                                                      |
| Під прапором                           | СРСР                                                                                 | СРСР                                                                                 |
| Спуск на воду                          | 1958—1964 рр (13 човнів)                                                             | 1958—1964 рр (13 човнів)                                                             |
| Виведений зі складу флоту              | 1987—1990 рр                                                                         | 1987—1990 рр                                                                         |
| Проєкт                                 |                                                                                      |                                                                                      |
| Тип ПЧ                                 | Підводний човен атомний торпедний                                                    | Підводний човен атомний торпедний                                                    |
| Розробник проєкту                      | СКБ № 143                                                                            | СКБ № 143                                                                            |
| Головний конструктор                   | Перегудов В.М.                                                                       | Перегудов В.М.                                                                       |
| Класифікація НАТО                      | November                                                                             | November                                                                             |
| Основні характеристики                 |                                                                                      |                                                                                      |
| Швидкість (надводна)                   | 15,2 вузлів (29 км/год)                                                              | 15,2 вузлів (29 км/год)                                                              |
| Швидкість (підводна)                   | 28-30 вузлів (54-58 км/год)                                                          | 28-30 вузлів (54-58 км/год)                                                          |
| Робоча глибина занурення               | м                                                                                    | м                                                                                    |
| Гранична глибина занурення             | 300 м                                                                                | 300 м                                                                                |
| Автономність плавання                  | 50-60 діб                                                                            | 50-60 діб                                                                            |
| Екіпаж                                 | 104 осіб                                                                             | 104 осіб                                                                             |
| Розміри                                |                                                                                      |                                                                                      |
| Довжина найбільша (по КВЛ)             | 107,4 м                                                                              | 107,4 м                                                                              |
| Ширина корпусу найб.                   | 7,9 м                                                                                | 7,9 м                                                                                |
| Середня осадка (по КВЛ)                | 5,65 м                                                                               | 5,65 м                                                                               |
| Водотоннажність надводна               | 3065 т                                                                               | 3065 т                                                                               |
| Озброєння                              |                                                                                      |                                                                                      |
| Торпедно- мінне озброєння              | 8 носових ТА калібру 533-мм (20 торпед, з них 6 з ядерною ГЧ потужністю 15 кілотонн) | 8 носових ТА калібру 533-мм (20 торпед, з них 6 з ядерною ГЧ потужністю 15 кілотонн) |

Підводні човни проєкту 627, 627А «Кит» — серія перших радянських атомних підводних човнів. Головний корабель проєкту К-3 «Ленінський комсомол» належав типу 627, решта підводних човнів до модифікованої версії 627А «Кит». Загалом було побудовано і передано флоту 13 човнів цього проєкту.

## Історія
12 вересня 1952 року Й. В. Сталін підписав постанову «Про проєктування і будівництво об'єкта 627», котра передбачала створення підводного човна з атомним двигуном, який мав стати відповіддю на будівництво в США атомного підводного човна «Наутілус». Завдання на проєктування човна було видано ленінградському СКБ-143 (пізніше ПКБ «Малахіт». Головним конструктором став Перегудов В. М. Замовником було Перше Головне управління Ради міністрів СРСР, яке розглядало цей проєкт як засіб доставлення ядерної зброї до берегів США. ВМФ СРСР до розробки човна проєкту 627 задіяний не був. Спочатку човен планувався як носій надвеликої торпеди Т-15 калібру 1550-мм, довжиною 24 м, вагою 40 тон, з ядерною ГЧ потужністю 100 мегатон. Але ця ідея була відкинута як безперспективна і торпеди Т-15 замінили на вісім торпедних апаратів калібру 533-мм з боєкомплектом у 20 торпед, тим більше, що на цей час до торпед 533-мм вже були створені ядерні заряди. До липня 1955 року проєкт був готовий і розпочалося будівництво човна, в процесі чого ще вносилися зміни для підвищення живучості човна, надійності обладнання, зміни розташування гідроакустичного обладнання.
Перший човен проєкту був переданий флоту 1957 році і мав статус випробувального. Паралельно будувалося ще 12 човнів, у процесі чого впроваджувалися значні вдосконалення, переважно в напрямі підвищення надійності головної енергетичної установки.
ПЧА проєкту 627(А) перебували на флоті протягом 30 років, вони входили в склад Тихоокеанського і Північного флотів, ходили в далекі походи, плавали в усіх широтах, здійснювали навколосвітні подорожі.

## Конструкція
Вперше було застосовано не традиційну штевневу форму носової частини, а більш пристосовану до підводного ходу — округлену еліпсоподібну.

## Сучасний статус і перспективи
Усі човни проєкту, окрім загиблої К-8, спочатку були відправлені до резерву, а починаючи з 1989 року були списані. Одна з них (К-159) затонула під час буксирування до місць тривалого зберігання.

## Представники
| Назва                     | Заводський номер | Закладений        | Спущений на воду | Прийнятий флотом  | Виведений з флоту              |
| ------------------------- | ---------------- | ----------------- | ---------------- | ----------------- | ------------------------------ |
| К-3 «Ленінський комсомол» | 254              | 24 вересня 1955   | 9 серпня 1957    | 17 грудня 1958    | 1991, переобладнується в музей |
| К-5                       | 260              | 13 серпня 1956    | 1 вересня 1958   | 27 грудня 1959    | 1 липня 1990                   |
| К-8                       | 261              | 9 вересня 1957    | 31 травня 1959   | 31 грудня 1959    | затонув 12 квітня 1970         |
| К-14                      | 228              | 2 вересня 1958    | 16 серпня 1959   | 30 грудня 1959    | 19 квітня 1990                 |
| К-52                      | 283              | 8 липня 1959      | 28 серпня 1960   | 10 грудня 1960    | 16 вересня 1987                |
| К-21                      | 284              | 2 квітня 1960     | 18 серпня 1960   | 31 жовтня 1961    | 19 квітня 1990                 |
| К-11                      | 285              | 31 жовтня 1960    | 1 вересня 1961   | 30 грудня 1961    | 19 квітня 1990                 |
| К-133                     | 286              | 3 липня 1961      | 5 липня 1962     | 29 жовтня 1962    | 30 травня 1989                 |
| К-181                     | 287              | 15 листопада 1961 | 7 вересня 1962   | 27 грудня 1962    | 16 вересня 1987                |
| К-115                     | 288              | 4 квітня 1962     | 22 жовтня 1962   | 31 грудня 1962    | 16 липня 1987                  |
| К-159                     | 289              | 15 серпня 1962    | 6 червня 1963    | 9 жовтня 1963     | 30 травня 1989, затонув        |
| К-42                      | 290              | 28 листопада 1962 | 17 серпня 1963   | 30 листопада 1963 | 14 березня 1989                |
| К-50                      | 291              | 14 березня 1962   | 16 грудня 1963   | 18 липня 1964     | 19 квітня 1990                 |